# Дойс-Лажеадус
Дойс-Лажеадус (порт. Dois Lajeados) — муниципалитет в Бразилии, входит в штат Риу-Гранди-ду-Сул. Составная часть мезорегиона Северо-восток штата Риу-Гранди-ду-Сул. Входит в экономико-статистический микрорегион Гуапоре. Население составляет 3228 человек на 2006 год. Занимает площадь 133,373 км². Плотность населения — 24,2 чел./км².
Праздник города — 8 декабря.

## История
Город основан 8 декабря 1987 года.

## Статистика
- Валовой внутренний продукт на 2003 составляет 47 065 539,00 реалов (данные: Бразильский институт географии и статистики).
- Валовой внутренний продукт на душу населения на 2003 составляет 14 589,44 реалов (данные: Бразильский институт географии и статистики).
- Индекс развития человеческого потенциала на 2000 составляет 0,834 (данные: Программа развития ООН).

## География
Климат местности: субтропический.